# Xã Monett, Quận Barry, Missouri
Xã Monett (tiếng Anh: Monett Township) là một xã thuộc quận Barry, tiểu bang Missouri, Hoa Kỳ. Năm 2010, dân số của xã này là 6.457 người.